# Zwitterparagraf
Als Zwitterparagraf wird eine Vorschrift im Preußischen Allgemeinen Landrecht bezeichnet, die Menschen ohne eindeutige Geschlechtsmerkmale mit Vollendung des 18. Lebensjahr zugestand, ihr juristisches Geschlecht zu wählen.

## Begriff und Bedeutung
Als Zwitter, auch Zwitterwesen, Hermaphrodit oder intersexuell wird in der Biologie ein Lebewesen bezeichnet, das genetisch, anatomisch oder hormonell weder eindeutig dem weiblichen noch dem männlichen Geschlecht zuzuordnen ist. Beim Menschen gehen mit der Geschlechtszugehörigkeit regelmäßig bestimmte Rechte und Pflichten einher. So hat sich das Frauenwahlrecht erst im 20. Jahrhundert durchgesetzt. Bis zu ihrer Aussetzung im Juli 2012 bestand die Wehrpflicht nur für Männer. Eine Eheschließung war in Deutschland bis 2017 nur zwischen Personen verschiedenen Geschlechts möglich, die Begründung einer eingetragenen Lebenspartnerschaft nur zwischen gleichgeschlechtlichen Personen (§ 1 LPartG alter Fassung).

## Rechtsgeschichte

### Antike und Mittelalter
Im Lauf der europäischen Rechtsgeschichte sind Menschen mit uneindeutigen oder doppelten Geschlechtsorganen unterschiedlich behandelt worden. Weit verbreitet war die Bestimmung des Codex Iuris Civilis, wonach sogenannte Hermaphroditen nach dem bei ihnen „überwiegenden“ Geschlecht juristisch entweder als Mann oder als Frau gelten sollten. Im mittelalterlichen Kirchenrecht hatte sich dabei die Lehre herausgebildet, in bestimmten Fällen den Betroffenen selbst die Wahl zu lassen und diese durch einen Eid zu bekräftigen.

### Preußisches Allgemeines Landrecht
Im 18. und 19. Jahrhundert bestritten verschiedene Autoren wie z. B. Denis Diderot, dass es „Hermaphroditen“ wirklich gebe und ihre rechtliche Stellung gesetzlich geregelt werden müsse. Auch deutschsprachige Autoren verneinten dies. Nach zeitgenössischer medizinischer Ansicht gab es „nach Theorie und Erfahrung keine wahre Zwitterbildung“. Die österreichischen und französischen Rechtskodifikationen dieser Zeit enthielten keine entsprechenden Regelungen. Das Preußische Allgemeine Landrecht von 1794 war damit eine der wenigen Kodifikationen, die dennoch Regelungen für Menschen ohne eindeutige Geschlechtszuordnung enthielt. Dort hieß es im „Ersten Theil. Erster Titel. Von Personen und deren Rechten überhaupt:“

„§ 19. Wenn Zwitter geboren werden, so bestimmen die Aeltern, zu welchem Geschlechte sie erzogen werden sollen.
 § 20. Jedoch steht einem solchen Menschen, nach zurückgelegtem achtzehnten Jahre, die Wahl frei, zu welchem Geschlechte er sich halten wolle.
 § 21. Nach dieser Wahl werden seine Rechte künftig beurtheilt.
 § 22. Sind aber Rechte eines Dritten von dem Geschlechte eines vermeintlichen Zwitters abhängig, so kann ersterer auf Untersuchung durch Sachverständige antragen.
 § 23. Der Befund der Sachverständigen entscheidet, auch gegen die Wahl des Zwitters und seiner Aeltern.“

Die eigene Wahl war „dem L. R. [Preußischen Allgemeinen Landrecht] eigenthümlich.“ Ausschlaggebend war aber letztlich die sachverständige Beurteilung.
Strittig war, ob die einmal getroffene Wahl unabänderlich sein sollte: „Wenn ein an seinen Geschlechtstheilen mißgestalteter Mensch bis heute Mannskleidung getragen hat und mit anderen Mannspersonen zugleich einen Schuldschein ausstellt, morgen aber Weiberkleider anlegt und sich für eine Frauensperson erklärt, muß da diese Wahl auf die von ihr als Mann unterschriebene Schuldverschreibung wirken?“
Dafür sprach der Wortlaut von § 21 und auch der gesetzgeberische Wille, wonach die Rechte des Betreffenden „nach der in Gemäßheit des § 20 vorgenommenen Wahl für alle Zukunft beurtheilt“ werden sollten.

### Bürgerliches Gesetzbuch
In den Motiven zum Bürgerlichen Gesetzbuch wurde ausdrücklich festgehalten, dass es keine „Zwitter“ gebe.
Mit Inkrafttreten des Bürgerlichen Gesetzbuchs am 1. Januar 1900 gab es in Deutschland keine entsprechenden materiellrechtlichen Regelungen mehr.

### Personenstandsrecht
Seit Einführung der staatlichen Standesregister zum 1. Januar 1876 durch das Gesetz über die Beurkundung des Personenstandes und die Eheschließung vom 6. Februar 1875 musste in das Geburtsregister das Geschlecht des Kindes eingetragen werden. Die Bekanntmachung, betreffend Vorschriften zur Ausführung des Gesetzes über die Beurkundung des Personenstandes und die Eheschließung vom 25. März 1899 führte dafür ein entsprechendes Formular ein. Im 20. Jahrhundert konnte der Personenstand in Deutschland nur als „männlich“ oder „weiblich“ registriert werden.
Zum 1. November 2013 wurde diese Regelung revidiert. § 22 Abs. 3 PStG ermöglicht seitdem, den Personenstandsfall ohne Angabe eines Geschlechts in das Geburtenregister einzutragen, wenn das Kind weder dem weiblichen noch dem männlichen Geschlecht zugeordnet werden kann. Seit 22. Dezember 2018 ist in diesen Fällen alternativ ein Eintrag mit der Angabe „divers“ möglich.